# Българско училище „Ян Бибиян“ (Мюнстер)
Българското училище „Ян Бибиян“ (на немски: Bulgarische Schule „Jan Bibian“) е училище на българската общност в град Мюнстер, провинция Северен Рейн-Вестфалия, Германия. Създадено е през 2011 г. Директор на училището от неговото създаване е Румяна Георгиев.

## История
Училището е основано от Румяна и Улф Георгиев през 2011 г. като частна родителска инициатива с цел систематично и последователно обучение на децата по български език, литература, история и география на България. От 2016 г. е включено в официалния списък на българските неделни училища в чужбина, работещи и получаващи подпомагане по постановление на Министерския съвет на България.
През учебната 2023 / 2024 г. в училището се обучават 146 деца и ученици разпределени в детска градина, предучилищна група, от първи до десети клас, и клас за подготовка за изпит по български език по европейската сертификация В1, B2 и C1.

## Обучение
Към училището има детска фолклорна танцова група и детски хор, с които училището се представя на редица регионални събития в Мюнстер и района. Отбелязват се големи училищни тържества Коледа и Нова година, Мартенско тържество (баба Марта, 3-ти март, 8-ми март) и под формата на зелени игри 24 май. Организират се посещения на български филми, паркове, зоологически градини както и двуезични четения в Градската библиотека на град Мюнстер (Детски отдел).
Към училището е открита и се поддържа библиотека, която разполага с приказки от цял свят, поезия за деца, известни и обичани романи и разкази.